# Arousyak Papazian

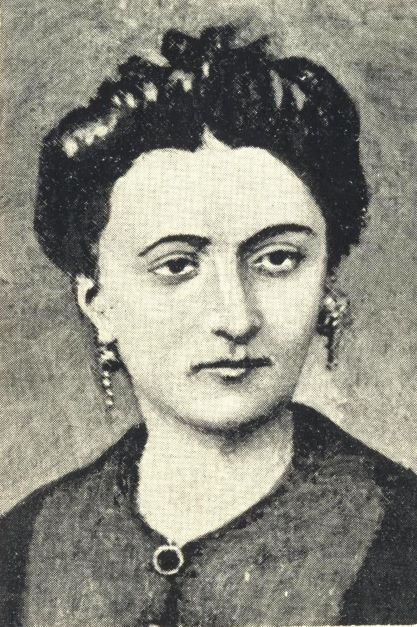
Arousyak Papazian

Arousyak Papazian (armeniska: Արուսեակ Փափազեան), född 1841, död 1907, var en ottomansk-armenisk skådespelare. Hon var den första professionella kvinnliga skådespelaren i Osmanska riket och som sådan i Mellanöstern.  

## Biografi
Arousyak Papazian arbetade ursprungligen som lärare. Hon debuterade i det armeniska teatersällskapet Hekimian, där hon var engagerad 1857-1859, och var från 1861 engagerad vid Arevelian Tatron (Orientaliska teatern). Hon turnerade med teatern, som till exempel till Izmir 1867. 
Den moderna teatern i nuvarande Turkiet grundades av armenier i Osmanska riket på 1850-talet; muslimer ansåg sig inte kunna arbeta som skådespelare av religiösa skäl, och aktörerna i Turkiet var därför länge armenier, som var kristna. Detta gällde särskilt för kvinnliga aktörer, vilket innebar att de kvinnliga armeniska aktörerna dels fick en högre lön än sina manliga kolleger, och dels ostört kunde fortsätta sina karriärer även sedan det armeniska teatermonopolet upphävdes efter en tioårsperiod 1879, eftersom inga muslimska kvinnor arbetade som skådespelare förrän år 1919, medan däremot de manliga armeniska aktörerna fick konkurrens av turkiska skådespelare från 1879. Arousyak Papazian var den turkiska teaterns första primadonna och åtnjöt stor berömmelse och uppskattning. 
Historikern Mikael Nalbandian skrev i slutet av 1860-talet att hon vid sidan av Aghavni Papazian fyllde en viktig plats i historien genom att bli de första kvinnor som trotsade fördomarna och ställde sig på scen. De blev som sådana Osmanska rikets första offentligt synliga kvinnor. Vid denna tid visade sig kvinnor i Osmanska riket annars inte offentligt, och den kvinnliga delen av publiken såg på skådespelet bakom en skärm. Arousyak Papazian avslutade sin karriär i förtid efter sitt giftermål, eftersom hennes make motsatte sig den. 